# Hostal les Soques
L'Hostal les Soques és una obra de Bellpuig (Urgell) protegida com a bé cultural d'interès local. És un hostal que té origen a l'Edat Mitjana. Fou construït en una època quan la producció de vi i d'alcohol estava ben valorada, el comerç es desenvolupava i es feia necessari un hostal que donés servei als transportistes que passaven per Bellpuig. El 1787 es vengué un tros de terra del comú i fou encarregada la construcció d'un hostal que s'anomenà Hostal del Duc, el qual constarà com a Hostal Nou, situat a la carretera de Tàrrega a Lleida.